# Wywołanie kombinowane
Wywołanie kombinowane to brydżowa konwencja licytacyjna opracowana przez polskiego teoretyka Zbigniewa Szuriga, jest to połączenie metod umożliwiających danie inwitu krótkościowego lub z kolorem lukowym po ustaleniu koloru starszego po otwarciu 1♥/♠ i podniesieniu do wysokości dwóch przez odpowiadającego.
W sekwencji 1♠ - 2♠:
```
1♠     -     2♠
2BA    - krótkość w dowolnym kolorze
3♣/
♦
/
♥
 - kolor lukowy
```

Po 1♠ - 2♠ - 2BA, odpowiadający może zapytać się o krótkość relayem 3♣ (3♦/♥/♠ pokazują odpowiednio krótkość karową, kierową i treflową), przyjąć inwit warunkowo (3♦/♥ przyjmują inwit jeżeli partner ma krótkość w odpowiednio karach lub kierach) lub bezwarunkowo odrzucić inwit (licytując 3♠).
W sekwencji 1♥ - 2♥:
```
1
♥
     -     2
♥

2♠     - krótkość w dowolnym kolorze
2BA/3♣/
♦
 - kolor lukowy (2BA pokazuje piki)
```

Po 1♥ - 2♥ - 2♠, odpowiadający może zapytać się o krótkość relayem 2BA (3♣/♦/♥ pokazują odpowiednio krótkość treflową, karową i pikową), przyjąć inwit warunkowo (3♣/♦ uzależniają przyjęcie inwitu od tego czy partner ma krótkość w treflach lub karach) lub bezwarunkowo odrzucić inwit (licytując 3♥).
Wywołanie kombinowane można także używać w sekwencjach:
```
1♣/
♦
   -     1
♥
/♠
2
♥
/♠   -     ?
```

oraz:
```
1
♥
     -     1♠
2♠     -     ?
```